# Ajahn Maha Bua Nanasampanno

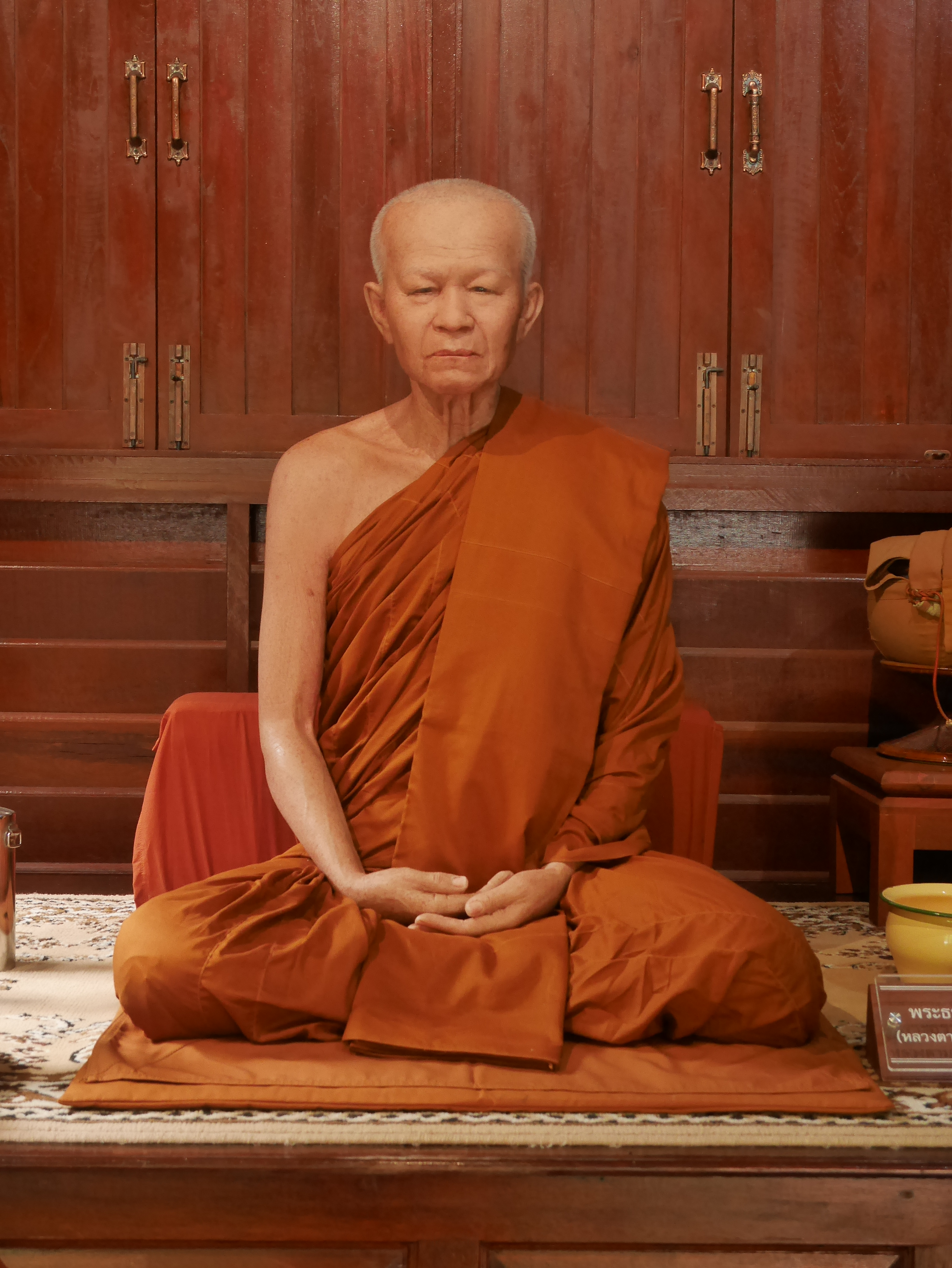
Ajahn Maha Bua Nanasampanno

Ajahn Maha Bua Ñāṇasampanno (thailändisch: หลวงตา มหาบัว ญาณสัมปันโน – Aussprache: [lǔaŋ taː máhǎː bua jaːnnásǎmpannoː]; * 12. August 1913 in Ban Tat, Thailand als Bua Lohitdee; † 30. Januar 2011) offiziell Phra Thamma Visuthimongkon – (พระธรรมวิสุทธิมงคล) war ein in Thailand hochverehrter buddhistischer Mönch und Abt des Klosters Wat Pa Ban Tat in der Provinz Udon Thani. Er wurde auch respektvoll Ajahn Maha Bua (andere Schreibweise: Acariya Mahā Boowa) genannt, das bedeutet wortwörtlich übersetzt „ehrwürdiger Lehrer Großer Lotus“.

## Leben
Bua Lohitdee wurde in einem Dorf im Tambon Ban Tat (บ้านตาด), welches in der Provinz Udon Thani im Nordosten von Thailand liegt, geboren. Er war eines von 17 Kindern einer Familie von Reisbauern. Als Kind beendete er die Schule nach der dritten Klasse, was zu seiner Zeit dem höchsten Bildungsstand entsprach, den man im Dorf erreichen konnte.
Am 12. Mai 1934 wurde er im Wat Yothanimit in der Provinz Udon Thani zum theravada-buddhistischen Mönch ordiniert. Sein Lehrmeister, der Ehrwürdige Chao Khun Dhammachedi vom Orden der Thammayut-nikai, gab ihm den aus dem Pali stammenden Ordensnamen Ñāṇasampanno, was so viel bedeutet wie „einer der Weisheit besitzt“.
In den folgenden Jahren studierte er die Pali-Sprache sowie den buddhistischen Kanon. Nach einer siebenjährigen Studienzeit bestand er die Prüfungen zum dritten Grad der Pali-Studien und zum höchsten Grad der Studiengänge über den Dhamma und die Vinaya. Sein Pali-Abschluss berechtigte ihn, den Titel Mahā zu tragen.
Nun konnte er sich ganz dem kargen Leben eines Dhutanga-Mönches (Wander-/Wald-Mönch) gemäß der thailändischen Waldtradition widmen. Da die Meditationsübungen auf seinen Wanderungen zunächst erfolglos waren, beschloss er, sich auf die Suche nach Ajahn Man Bhuridatta zu machen, einem der bekanntesten Mönche und Meditations-Lehrer zu dieser Zeit. Er traf ihn schließlich 1942 in der Nordostregion Thailands, dem so genannten Isan, und konnte ihn davon überzeugen, sein Lehrer zu werden. Unter der Anleitung von Ajahn Man lebte er bis zu dessen Tod im Jahr 1949.
Ajahn Mahā Bua wurde nun bald eine der zentralen Personen einer Gruppe von Mönchen, die die zu jener Zeit fast in Vergessenheit geratene Kammaṭṭhāna-Dhutanga-Tradition fortführten und damit die einzigartige Praxis von Ajahn Man für zukünftige Generationen bewahren wollten. Im Zuge dieser Bestrebungen gab er 1971 die Biographie von Ajahn Man heraus.
In den 1960er Jahren veranlasste die einsetzende Modernisierung und die damit einhergehende Abholzung der thailändischen Wälder die Dhutanga-Mönche, sich umzuorientieren. Sie mussten lernen, ihre Wanderungen einzuschränken oder sogar ganz aufzugeben. Manche Lehrer, so auch Ajahn Mahā Bua, entschieden sich dafür, beständige monastische Gemeinschaften einzurichten, wo Waldmönchen eine geeignete Umgebung geboten wurde, in der sie ihre schwer erworbenen Tugenden, wie Entsagung, strikte Disziplin und intensive Meditation im Sinne von Ajahn Man weiterleben konnten. So entstanden die so genannten „Waldkloster“ (Thai: วัดป่า – Wat Pa), die von praktizierenden Mönchen großen Zulauf erhielten und sich so zu großen Zentren buddhistischer Praxis entwickelten.
Ab den 1960er-Jahren scharte sich auch eine Gemeinde von Laien um Ajahn Maha Bua, die selbst aus Bangkok und der Zentralregion zu ihm reisten, um seine Predigten zu hören und ihm nahe zu sein. Maha Bua ist, wie andere Mönche, die aus Bauernfamilien stammen, für eine sehr volkstümliche und direkte Sprache mit anschaulichen Vergleichen und Bildern bekannt. Seine Jünger verehrten ihn bereits zu Lebzeiten als Arahant, einen vollendeten buddhistischen Heiligen.
Ajahn Mahā Buas Waldkloster Wat Pa Ban Tat in Udon Thani wurde von den Mönch-Studenten selbst gegründet, die hier aus rein spirituellen Gründen zusammenkamen, um Instruktionen von einem authentischen Meister zu erhalten. Sogar Mönche aus westlichen Ländern ließen sich später hier ordinieren; einige leben hier noch immer, andere gründeten im westlichen Ausland ähnliche Klöster. Der in England gebürtige ehemalige Vize-Abt Ajahn Pannavaddho starb im August 2004.
Maha Bua nahm in seinen Predigten immer wieder auch zu politischen Predigten Stellung. Während der asiatischen Wirtschaftskrise 1997/98, die Thailand schwer traf, rief er die Kampagne „Thai helfen Thai“ (Thai chuai Thai) ins Leben. Sie sammelte, um den thailändischen Staatsschatz zu retten, bis Ende 2000 über 3 Tonnen Gold aus dem Besitz vermögender Spender, bis Oktober 2007 waren es 11,5 Tonnen Gold und 10,2 Millionen US-Dollar in Devisen. Diese nationale (und von Ajahn Maha Bua mit religiös-nationalistischer Rhetorik beworbene) Kampagne war maßgeblich für die relativ schnelle Erholung Thailands nach der Krise und die überpünktliche Rückzahlung der Kredite des Internationalen Währungsfonds (IWF) mitverantwortlich.
Ajahn Maha Bua war allerdings nicht mit der Vermengung der Spendenmittel, die aus seiner Sicht Rücklagen für den absoluten Notfall sein sollten, mit dem Regierungshaushalt und deren Nutzung zur Kreditrückzahlung einverstanden. Wütend kritisierte er die regierende Demokratische Partei des Ministerpräsidenten Chuan Leekpai. Dagegen unterstützte er Thaksin Shinawatra von der Thai-Rak-Thai-Partei, der im Jahr 2001 Ministerpräsident wurde, in dessen Verfahren wegen angeblicher Verschleierung von Vermögenswerten. In den Folgejahren entwickelte er sich allerdings zu einem scharfen Kritiker Thaksins. Dieser ernannte 2005 Somdet Kiaw vom Mahanikai-Orden zum Interims-Patrarchen, der anstelle des schwer erkrankten und faktisch handlungsunfähigen Obersten Patriarchen Somdet Phra Nyanasamvara die Amtsgeschäfte wahrnehmen sollte. In einer in der oppositionellen Zeitung Phuchatkan („Manager“) abgedruckten Predigt behauptete Maha Bua im September 2005, Thailand stehe unter einem dunklen Einfluss, Thaksin wolle Präsident werden (also den König ersetzen) und würde die thailändische Nation, Religion und Monarchie mit Füßen treten. Maha Bua äußerte sich ablehnend zu demokratischen Regierungen, da gewählte Politiker immer gierig wären und ihre Positionen zum eigenen Vorteil missbrauchen würden. Der König war dagegen für ihn eine Verkörperung des Dhamma und ein gerechter „Vater“ der Nation.
Mahā Bua verstarb am 30. Januar 2011 im Alter von 97 Jahren.

## Würdigung
Der Zisterziensermönch Thomas Merton, der sich auf seiner Asienreise insbesondere mit dem Buddhismus beschäftigte, kommentierte in seinen Tagebüchern das Werk Wisdom Develops Samadhi:
The Thai Buddhist concept of sila, the „control of outgoing exuberance“, is basic, somewhat like the Javanese rasa. There is a good pamphlet on the „Forest Wat“, the idea of wisdom, beginning with sila. This small book, really only an extended article, „Wisdom Develops Samadhi“ by the Venerable Acariya Maha Boowa Nanasampanno, a translation from the Thai published in Bangkok, is a spiritual masterpiece.
Anhänger von Ajahn Maha Bua haben in der Provinz Kanchanaburi einen Waldtempel gegründet, der nach Ajahn Maha Bua benannt ist. Touristen ist er als „Tigertempel“ bekannt, da die Mönche dort mehrere indochinesische Tiger halten.

## Schriften (Auswahl)
- Wisdom Develops Samadhi. Übersetzt von Bhikkhu Pannavaddho ins Englische. Das Original erschien im Mai 1967 in dem thailändischen Magazin Visakha Puja, einer Publikation der Buddhist Association of Thailand.[10]
- Dhamma Teaching of Acariya Maha Boowa in London, Thailand 1974. (engl.; The talks and answers to questions given by Ven. Acariya Maha Boowa [Bhikkhu Nanasampanno Maha Thera] while visiting the Dhammapadipa Vihara in London in June 1974. – PDF-Datei; ZIP; 577 kB)
- Straight from the Heart. Thirteen Talks on the Practice of Meditation. Thammasat University Press 1987. (PDF der englischen Version (ZIP; 28,9 MB) bzw. der deutschen Version)
- Things as They are. P. Pamphan Panich, Thailand 1988. (englische PDF-Datei; ZIP; 31,6 MB)
- Venerable Acariya Mun Bhuridatta Thera: A Spiritual Biography. 3. Aufl., Thailand Forest Dhamma of Wat Pa Baan Taad, Wat Pa Baan Taad (Udorn Thani / Thailand) 2005, ISBN 974-92007-4-8. (englische PDF-Datei; ZIP; 4,2 MB)

## Erläuterungen zu den Namen und Titeln
Der Ehrenwerte Ajahn Mahā Bua kann auf verschiedene Arten genannt werden, der Name kann in den unterschiedlichsten Schreibweisen auftauchen. Er kann einer der folgenden Namen, aber auch eine Kombination aus den einzelnen Bestandteilen sein.
- Vollständiger Titel: „Ajahn Maha Bua Ñāṇasampanno“:
  - Ajahn (อาจารย์, sprich: [ʔaːt͡ɕaːn], Sanskrit Acariya, „Lehrer“, andere Schreibweisen „Acharn“ oder „Ajaan“) als Ehrentitel für gelehrte und verdienstvolle Mönche.
  - Maha (มหา) als Titel nach Erlangung des dritten Grades der Pali-Prüfung;
  - Bua (บัว, Schreibweise im englischen Sprachraum: „Boowa“, wörtlich: „Lotus“) als Ruf-, Kurzname;
  - Ñāṇasampanno, andere Schreibweisen: Yannasampanno oder Nyanasampanno als Ordensname.
- Respektvoller, verkürzter Name und Titel in Thailand: „Luang Ta Maha Bua“:
  - Luang Ta (หลวงตา, „Ehrwürdiger Großvater (mütterlicherseits)“) als Ehrentitel für einen besonders hoch verehrten Mönch (andere hoch verehrte Mönche werden als Luang Pu „Ehrwürdiger Großvater (väterlicherseits)“ bezeichnet, nur bei Maha Bua wird die matrilineare Form verwendet)